# Bobová dráha Mosty u Jablunkova
Bobová dráha Mosty u Jablunkova je umělá nadzemní bobová dráha ocelové konstrukce, která se nachází ve Ski areálu Mosty u hotelu Grůň v Mostech u Jablunkova v okrese Frýdek-Místek v pohoří Jablunkovské mezihoří v Moravskoslezském kraji v Česku. Bobová dráha tohoto typu byla v roce 2004 postavena jako první v Česku.

## Další informace
Bobová dráha Mosty u Jablunkova, je vybavena výtahovým systémem a má délku je 0,95 km, z toho sjezd dráhy je dlouhý 0,65 km. Na bobu lze jet samostatně nebo ve dvojici a jízda je měřena elektronickou časomírou. Provoz bobové dráhy je celoroční. Parkování na místě je bezplatné a jízda na bobové dráze je zpoplatněna.

## Galerie

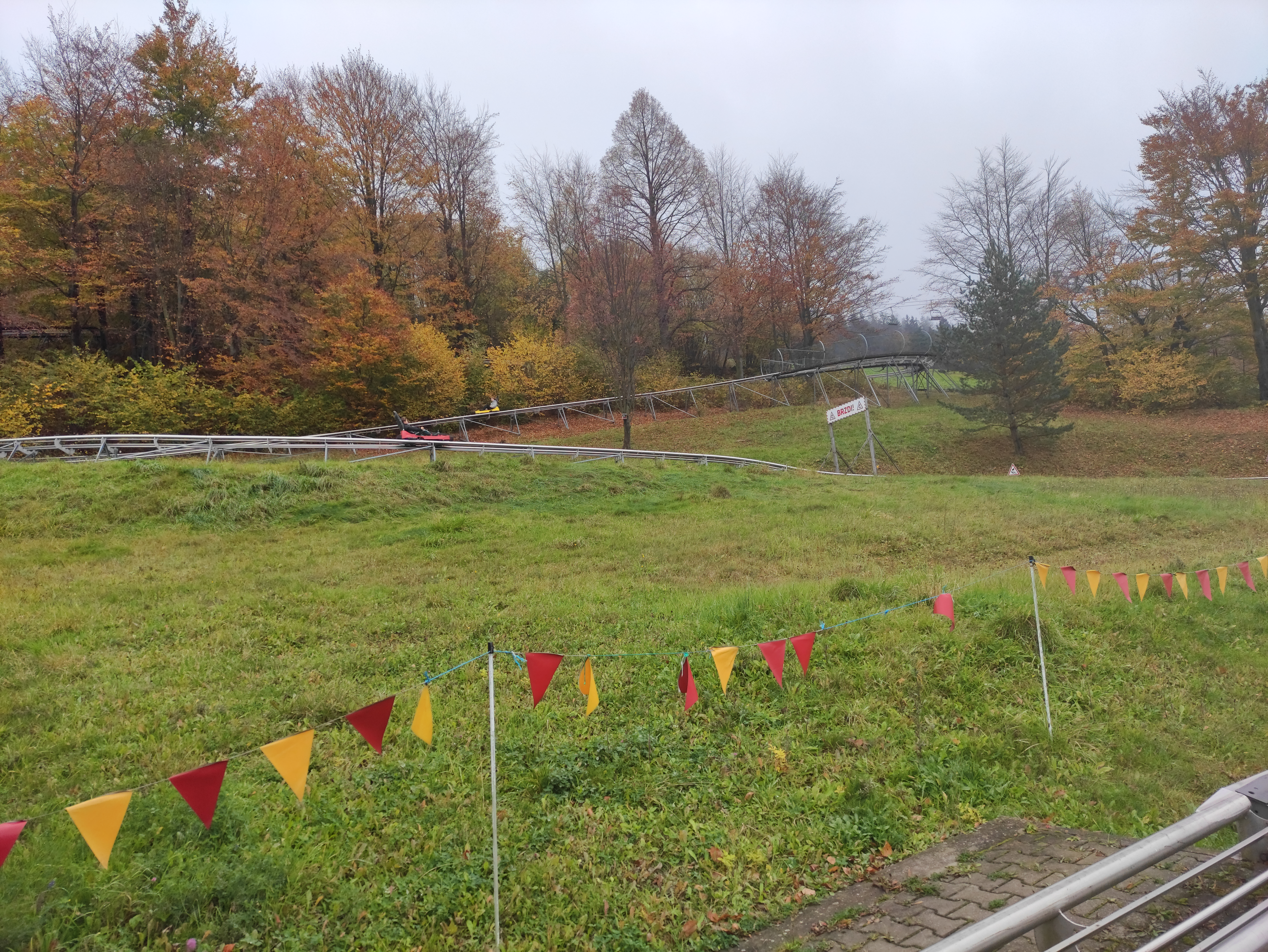
Pohled na trať ve svahu